# Lgr 69

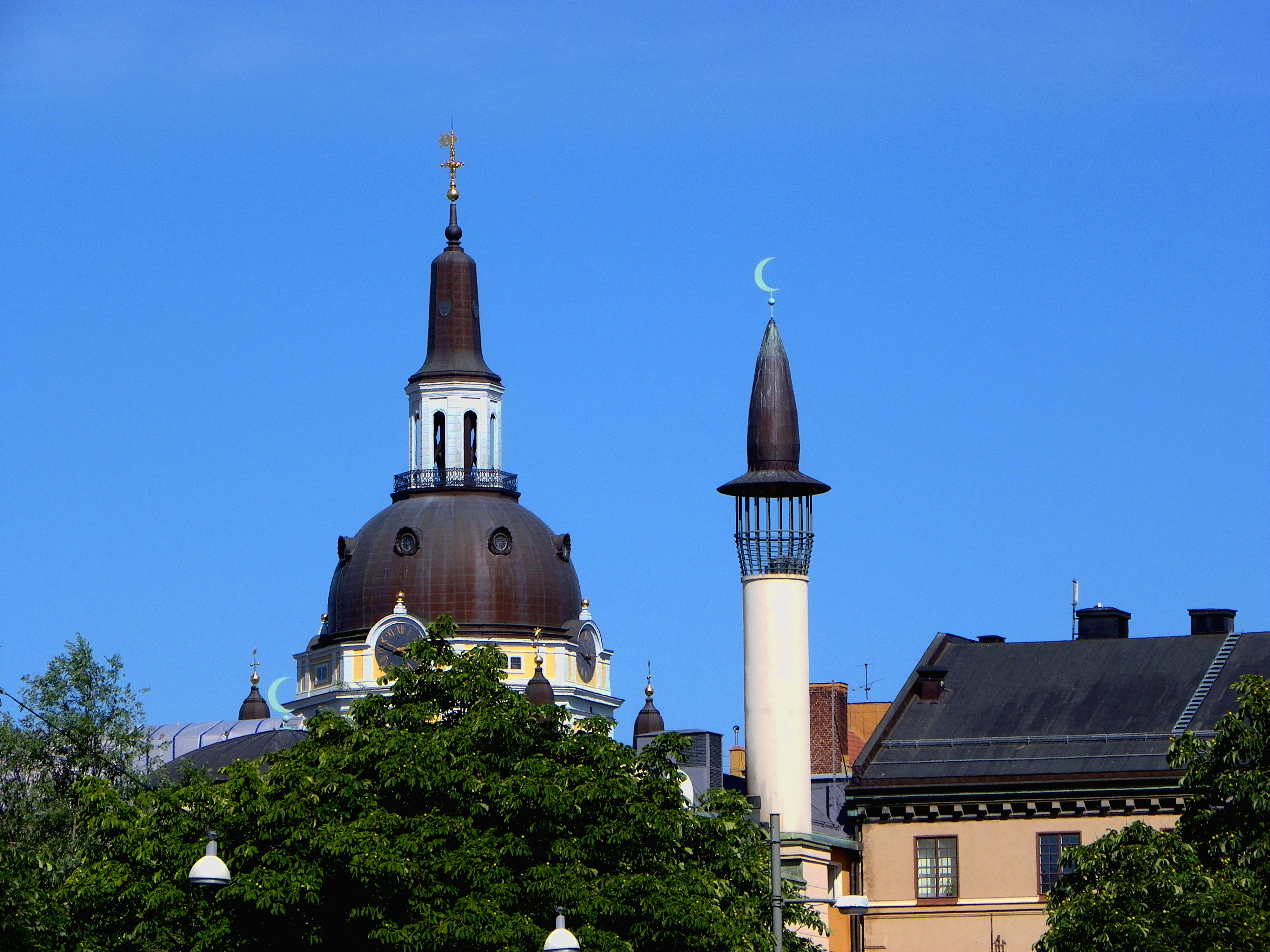
Kristendomsundervisningen utökades till religionsundervisning.

Lgr 69  (Läroplan för grundskolan 1969) kom 1969 och var en läroplan i Sverige för grundskolorna. Bland annat avskaffades betyg i ordning och uppförande, kristendomsundervisningen blev religionskunskap och PRYO-eleverna blev PRAO-elever. Uppdelningen på olika linjer i årskurs 9 upphörde. Läroplanen innebar även att det var upp till varje enskild kommun om engelskundervisningen, som tidigare börjat i årskurs 4 sedan Lgr 62, skulle börja i årskurs 3 eller i årskurs 4. Lärarna utbildades i programmet Engelska på lågstadiet ("EPÅL)" .
Med läroplanen, som började gälla läsåret 1970–1971, gick Sverige alltmer mot att skrota betygen på de lägre stadierna, och betyg gavs nu bara på vårterminen i 7:an, samt varje termin i 8:an och 9:an. Även på vårterminen i 3:an och 6:an kunde betyg delas ut, men de lokala skolstyrelserna kunde också välja att ersätta dem med annan typ av besked.